# Xã Viola, Quận Osceola, Iowa
Xã Viola (tiếng Anh: Viola Township) là một xã thuộc quận Osceola, tiểu bang Iowa, Hoa Kỳ. Năm 2010, dân số của xã này là 157 người.